# Blind Man's Luck
Blind Man's Luck è un film muto del 1917 diretto da George Fitzmaurice.

## Trama
Inseguita da un detective perché sospettata di contrabbando, Eileen Caverly sale su un treno dove conosce Helen Raymond, una giovane sposa che viaggia insieme al marito Bob. La donna confida a Eileen di essere disgustata dal marito, un alcolizzato che l'ha sposata solo perché era ubriaco e che è stato cacciato da casa dopo essersi macchiato di furto per coprire i propri debiti.
Il treno dove viaggiano le due donne rimane coinvolto in un disastro ferroviario: Helen muore ed Eileen, per sfuggire al detective, si fa passare per la donna morta, mentre Bob, il marito rimasto ferito, viene trasportato in ospedale. Accorsa al capezzale del figlio, la signora Guerton apprende che il matrimonio tra Bob e Helen era stato celebrato solo civilmente e insiste perché i due abbiano anche una cerimonia religiosa. Dopo essere guarito, Bob - che non ricorda nulla del suo matrimonio - viene sostenuto dalla moglie e per i due inizia una nuova vita: hanno un bambino e si lasciano alle spalle le preoccupazioni finanziarie grazie al lavoro di Bob, che comincia ad avere successo negli affari. Il suo comportamento responsabile lo riporta nelle grazie del padre, che gli perdona gli eccessi di gioventù. Tutto sembra andare per il meglio fino a quando non ricompare Cromwel Crow, un ricattatore che ora minaccia di svelare la vera identità di Eileen se questa non gli darà cinquemila dollari. Bob, sentendo dei rumori provenienti dalla camera della moglie, irrompe nella stanza dove vede Crow che sta aggredendo la donna. Per difenderla, uccide l'aggressore. Ora il segreto di Eileen è al sicuro, morto insieme al ricattatore.

## Produzione
Il film fu prodotto dall'Astra Film.

## Distribuzione
Il copyright del film, richiesto dalla Pathé Exchange Inc, fu registrato il 7 giugno 1917 con il numero LU10906. 
Distribuito dalla Gold Rooster Play (Pathé Exchange), il film uscì nelle sale cinematografiche USA il 10 giugno 1917. Non si conoscono copie ancora esistenti della pellicola che si ritiene presumibilmente perduta.